# Sycia polydorae
Sycia polydorae is een soort in de taxonomische indeling van de Myzozoa, een stam van microscopische parasitaire dieren. Het organisme komt uit het geslacht Sycia en behoort tot de familie Lecudinidae. Sycia polydorae werd in 1946 ontdekt door Ganapati.